# Kurrajongträd
Kurrajongträd, (Brachychiton populneus), är en trädart som växer vilt i östra Australien. Den odlas i andra delar av Australien, Sydafrika, Louisiana och Kalifornien.